# بخش هارتس گروو (شهرستان اشتابولا، اوهایو)
بخش هارتس گروو (به انگلیسی: Hartsgrove Township) یک منطقهٔ مسکونی در ایالات متحده آمریکا است که در شهرستان آشتابولا، اوهایو واقع شده‌است.
 بخش هارتس گروو ۶۴٫۵ کیلومتر مربع مساحت و ۱٬۵۹۷ نفر جمعیت دارد و ۳۱۳ متر بالاتر از سطح دریا واقع شده‌است.